# Трофімюк Артур Юрійович
Артур Юрійович Трофімюк — сержант Збройних сил України, учасник російсько-української війни, що відзначився під час російського вторгнення в Україну в 2022 році.
Брав участь в АТО на сході України в складі 3-го гірничо-штурмового взводу 128-ої окремої гірничо-піхотної бригади (в/ч А1556), обіймав посаду стрілка-снайпера.

## Життєпис
Артур Юрійович Трофімюк народився у селі Сокиричі Ківерцівської громади у 2000 році. З дитинства мріяв захищати рідну землю. У 2017 році закінчив Військово-морський ліцей імені віце-адмірала Володимира Безкоровайного.
Закінчив навчальний центр академії сухопутних військ у Старичах і підписав контракт зі 128 ОГШБр . Під час звільнення Херсонщини Артур виконував обов’язки командира взводу, котрий вибув через поранення. Під час одного зі штурмів нам ніяк не вдавалося подавити ворожу вогневу точку попереду, вона була дуже професійно укріплена. Тоді Артур із трьома хлопцями непомітно обійшов її збоку й атакував ззаду. Вони поклали тоді ціле відділення росіян. В одному з боїв на Херсонщині отримав контузію й перше поранення. Осколок влетів йому у спину. Він мав право на евакуацію, але нічого нікому не сказав, а відпрацював до кінця бою. Зізнався про поранення тільки після відведення роти, коли зняв бронік. Категорично не хотів їхати в шпиталь, а після лікування відмовився від реабілітації і швидко повернувся в стрій. Після успішного контрнаступу на Херсонщині командування запропонувало штурмовим підрозділам, що особливо відзначилися, вибрати кандидатуру на звання Героя України. Усі одноголосно висловилися за Артура Трофімюка .

## Загибель
Старший сержант штурмового підрозділу 128 окремої гірсько-штурмової Закарпатської бригади Артур Трофімюк загинув від кулі ворожого снайпера 16 квітня 2023 року. Йому було 22 роки. Похорон відбувся 24 квітня 2023 року у храмі Апостолів Петра і Павла села Сокиричі .

## Нагороди
- орден «За мужність» III ступеня (2022) — за особисту мужність і самовіддані дії, виявлені у захисті державного суверенітету та територіальної цілісності України, вірність військовій присязі[3].